# Mercedes Clelia Sandoval
Mercedes Clelia Sandoval (Salta) fue una poetisa argentina. Fundó el grupo femenino de artes y letras Tala, integrado por Nelly Jara de Díaz, Juanita Yarad, Hilda Emilia Postiglione, María Angélica de la Paz Lescano y  Delia Mirta Blanco.

## Obras
En verso publicó los libros de poemas:
- Todo es primavera (1950)
- Cantos de ausencia y de la  provincia (1956)
- Cantoamérica
- Poemas y baladas
- Linea y desvelo

Mientras que en prosa editó:
- Personaje en tiempo de fuga.[3]